# Aurel Tudose
Aurel Tudose (n. 28 iulie 1941, Vicovu de Jos, Suceava, România) a fost un rapsod popular din zona Bucovinei.

## Biografie
S-a născut la Vicovu de Jos, într-o familie cu opt copii. A devenit pasionat de cântecul popular încă din copilărie, adunând cântece de la bătrânii satului și cânta la clăcile din sat. A absolvit Școala de arte și meserii din Câmpulung Moldovenesc în 1960, apoi s-a angajat ca muncitor la o fabrică de cherestea din satul natal, fiind și membru al brigăzii artistice. Citește din întâmplare în 1962 un anunț în presă pentru angajarea de artiști la Ansamblul „Ciprian Porumbescu” din Suceava și se prezintă la concurs, cântând o doină și o bătută de la Vicov. Impresionat, colonelul Stelian Dinu, comandantul Ansamblului Armatei și președintele juriului, dispune angajarea lui Aurel Tudose la Ansamblul „Ciprian Porumbescu” din Suceava.
Pentru a-și perfecționa pregătirea muzicală, Aurel Tudose s-a înscris în 1962 la Școala Populară de Artă, secția canto, unde l-a avut profesor pe Ion Buciuceanu, tatăl actriței Tamara Buciuceanu. În 1965 este încorporat în armată, dar după trei luni de instrucție trimite o scrisoare la Ministerul de Interne, în care scrie că știe să cânte bine și că este angajatul unui ansamblu artistic. Este invitat la București, unde susține probe artistice la Ansamblul Ciocârlia și este admis. A cântat pe scenă alături de artiști cunoscuți de muzică populară precum Ion Dolănescu, Irina Loghin și Angela Moldovan. A cântat la instrumente populare (fluier, caval, nai), profesor fiindu-i Silvestru Lungoci. Repertoriul său artistic provine din zona Vicovu de Jos (Remezău, Voitinel, Bilca).
În afară de activitatea muzicală, Tudose a interpretat și roluri în piese de teatru și chiar în film. El a jucat rolul principal - „Haiducul Darie” - în piesa „Haiducii” și în opereta „Crai Nou” de Ciprian Porumbescu, ambele fiind regizate de profesorul Ioan Iacob. Regizorul Gheorghe Vitanidis l-a remarcat la un spectacol organizat la Casa de Cultură din Suceava și l-a întrebat dacă știe să cânte la vioară. Tudose a răspuns că știe atât să cânte, cât și să facă figurație. Astfel, Tudose a primit rolul lăutarului Grigore Vindereu în filmul Ciprian Porumbescu (1973). Ulterior, artistul l-a interpretat pe Alexandru Ioan Cuza în cadrul unui spectacol omagial organizat în 24 ianuarie 1986 la Suceava.
După ce a ieșit la pensie de la Ansamblul Artistic „Ciprian Porumbescu” din Suceava, Aurel Tudose a început să repare și să acordeze instrumente muzicale: fluier, nai sau vioară. El a confecționat naiuri și fluiere. 
În semn de apreciere a talentului său și a contribuției la păstrarea și promovarea folclorului autentic bucovinean, Aurel Tudose a primit în iulie 2005 titlul de Cetățean de onoare al municipiului Suceava, precum și titlul de Cetățean de onoare al comunei Vicovu de Jos. Ambele distincții i-au fost înmânate la 29 iulie 2005, în cadrul unui spectacol organizat la Muzeul Satului Bucovinean.

## Filmografie
- Ciprian Porumbescu (1973) - lăutarul Grigore Vindereu